# Clyde Bradshaw
Clyde Bradshaw jr. (East Orange, 28 dicembre 1959) è un ex cestista statunitense, professionista nella CBA e in Italia.

## Carriera
Venne selezionato dagli Atlanta Hawks al secondo giro del Draft NBA 1981 (38ª scelta assoluta).